# Kotui
El Kotui (rus: Котуй), també anomenat a la part alta Seissi (rus: Сейси), és un riu situat al krai de Krasnoiarsk, Rússia. És una de les fonts, per la dreta, del riu Khàtanga, que desemboca al mar de Làptev. Té una longitud de 1.409 km i una gran conca de 176.000 km² (una extensió semblant a la de l'Uruguai).
En la llengua nganassan (un dels pobles locals) "kotui" es tradueixi com a "sang".

## Geografia
El riu Kotui neix a les muntanyes Putorana, just al nord del cercle polar àrtic en una zona pràcticament despoblada. La seva font es troba a l'antic districte autònom d'Evenkia, a la frontera amb l'antic districte autònom de Taimir, en una muntanya de 1510 m situada a uns 10 km al sud-oest del Kamen, la muntanya més alta de la serralada amb 1701 m d'alçada.

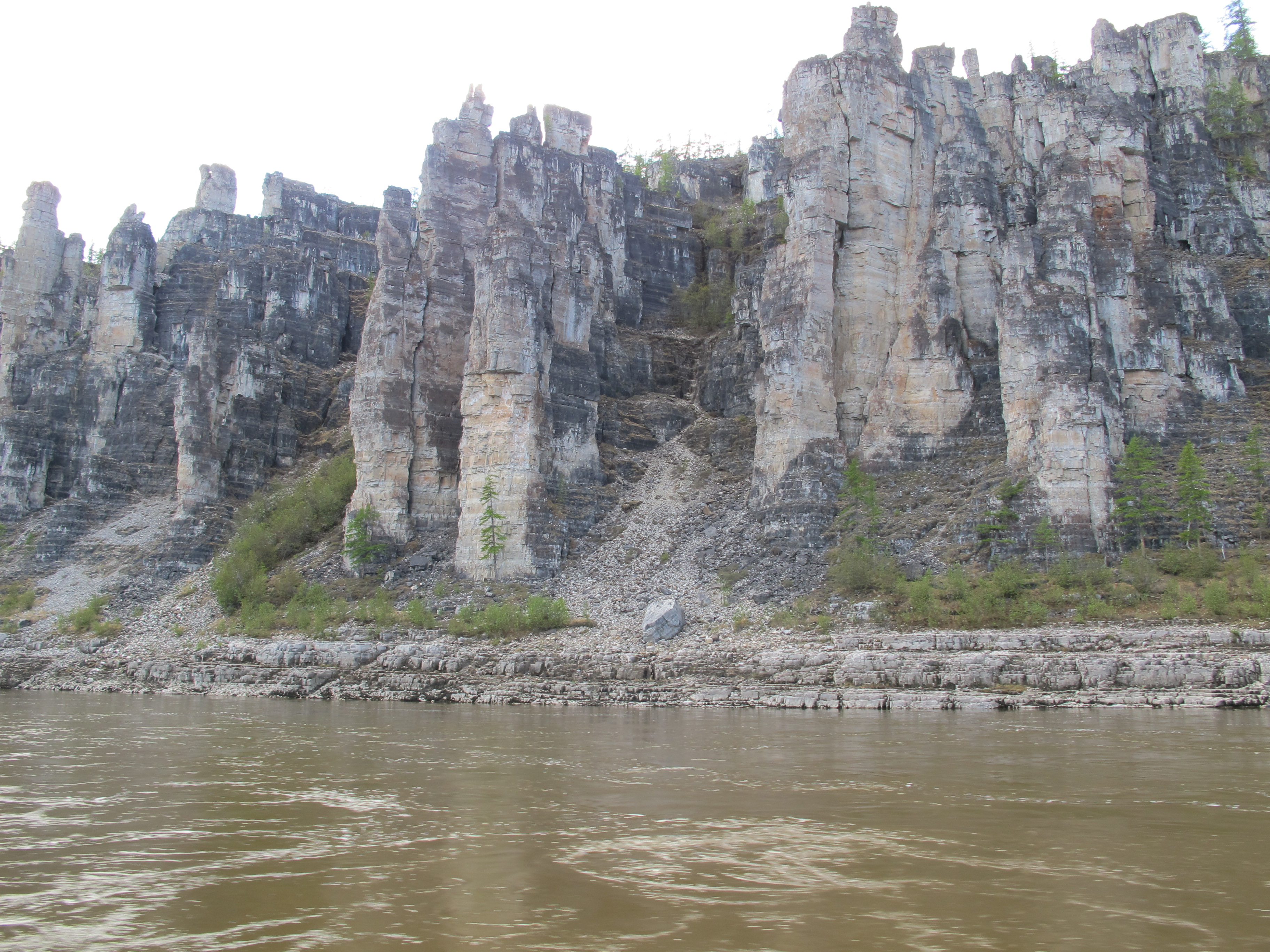
Penya-segats al Kotui.

circula en el seu primer tram per l'elevat altiplà de Putorana. Es dirigeix en direcció sud en internant-se per l'altiplà de la Sibèria Central, durant uns 300 km en què són freqüents les zones de ràpids. Després el riu gira bruscament i s'encamina en direcció nord, deixant l'altiplà de l'Anabar a la dreta, a una zona molt poc poblada i de clima molt sever. En el seu tram final s'endinsa a les planes de la Sibèria Septentrional, fins a unir-se, a les proximitats de la localitat de Khàtanga (3450 hab. el 2002), al riu Kheta. Tots dos rius donen naixement al riu Khàtanga, que després d'un curt recorregut (227 km), desaigua al mar de Làptev.
La seva font d'aigua principal és la neu. El riu està congelat, generalment, des de finals de setembre-principis d'octubre fins a finals de maig-principis de juny.

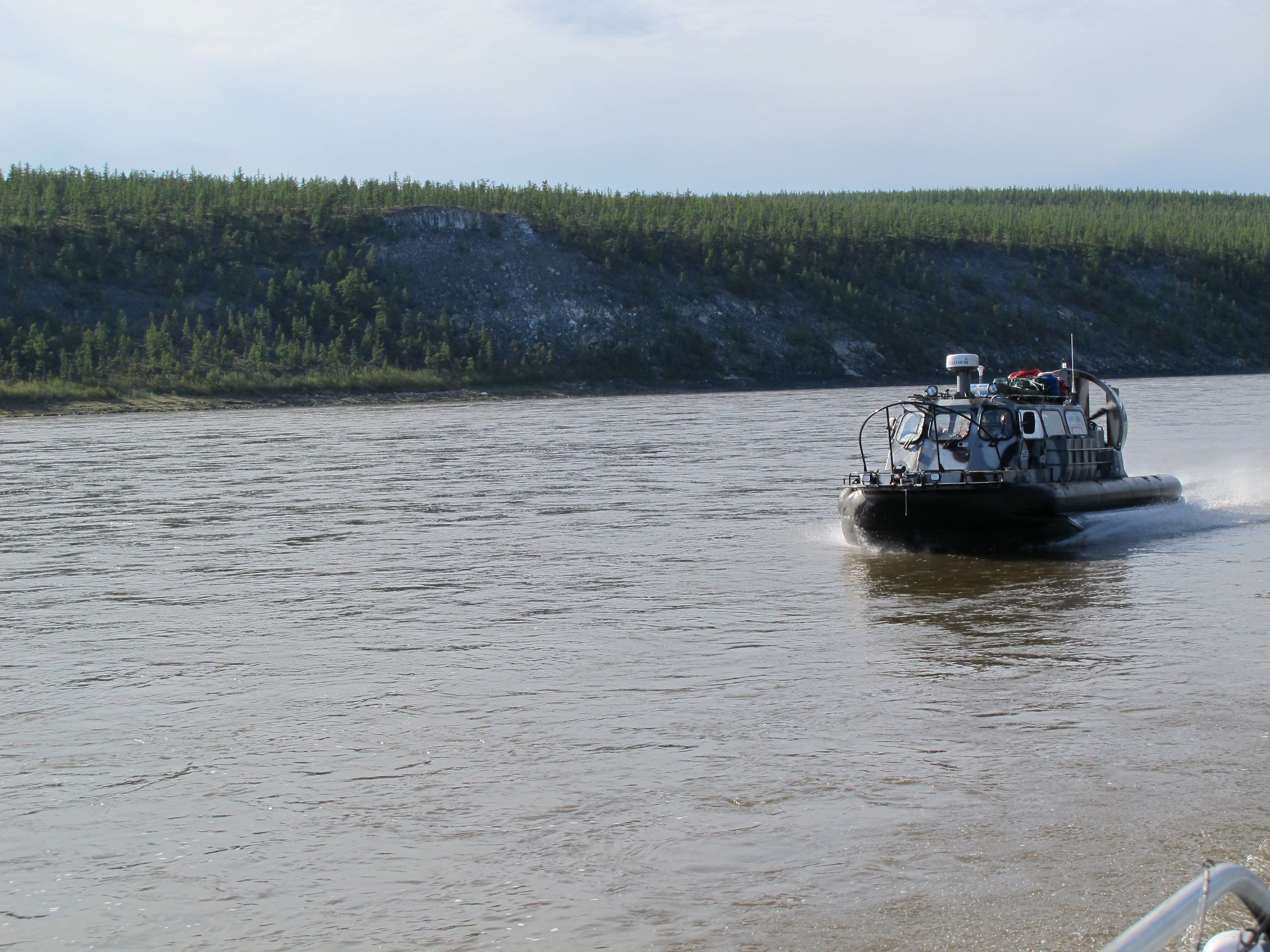
El Kotui.

### Principals afluents
- Per la dreta[3]
  - Moiero (825 km de llarg)
  - Kotuikan (447 km)[4]
  - Eriechka
  - Delochi
  - Liuksina
  - Dagaldin
  - Jakoma
  - Godon
  - Voevolijan
- Per l'esquerra[3]
  - Changada
  - Tukalan
  - Moloro
  - homba
  - Krestiaj
  - Sabyda